# 383 Madison Avenue
383 Madison Avenue, früher Bear Stearns Building, ist ein 230 Meter hoher Wolkenkratzer in Manhattan in New York City. Das Bürogebäude wurde nach seiner Adresse benannt.

## Beschreibung

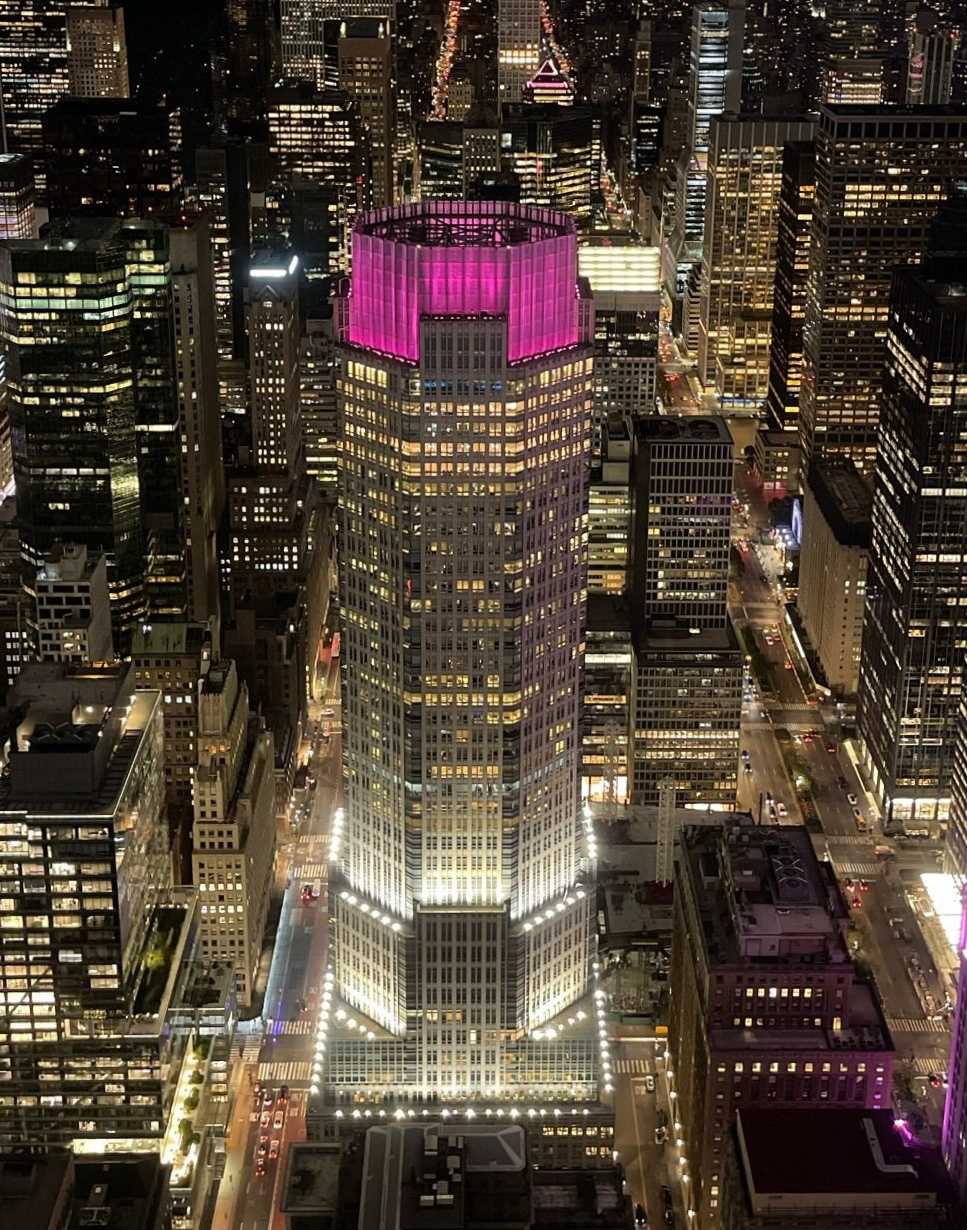
Das Gebäude mit seiner beleuchteten Krone bei Nacht von One Vanderbilt aus gesehen.

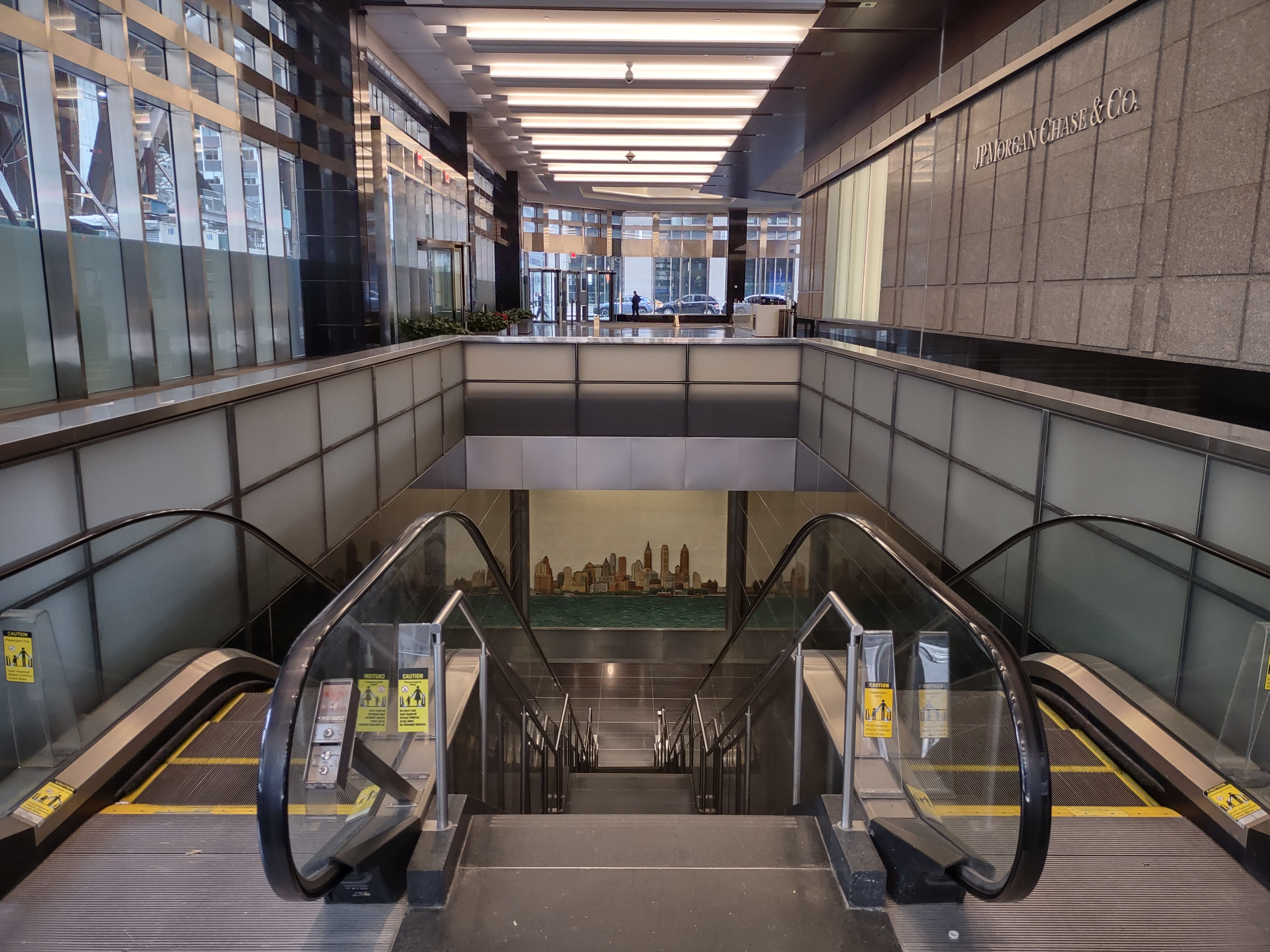
Zugang zum Bahnhof Grand Central Madison der LIRR

Das Bürohochhaus hat eine zentrale Lage in Midtown Manhattan und nimmt hier einen ganzen Block ein, der von der Madison Avenue, der 47th Street, der Vanderbilt Avenue und der 46th Street begrenzt wird. In unmittelbarer Nähe befindet sich das Grand Central Terminal. Zur unter dem Terminal befindlichen 2023 eröffneten Tunnelbahnhof Grand Central Madison des Bahnunternehmens Long Island Rail Road (LIRR) besitzt das Gebäude einen direkten Zugang.
Die Bauarbeiten an dem Büroturm begannen im Jahr 1999 und wurden 2001 beendet. Er wurde vom Architekten David Childs von Skidmore, Owings and Merrill (SOM) entworfen und für das Finanzdienstleistungsunternehmen Bear Stearns erbaut. Die offizielle und feierliche Eröffnung des „Bear Stearns Building“ genannten Wolkenkratzers fand Anfang 2002 statt. 383 Madison Avenue hat 47 Etagen und ist 230,1 Meter (755 Fuß) hoch. Das postmoderne Bauwerk hat einen rechteckigen achtstöckigen Sockel, auf dem sich der achteckige Turm mit einer 21 m hohen, siebenstöckigen und nachts beleuchteten Glaskrone erhebt. Die Fassade ist mit Deer Island-Granit verkleidet und verfügt über große getönte Glasfenster mit chromfarbenen Metallverkleidungen.
Vor dem Bau des Wolkenkratzers war 383 Madison Avenue von 1928 bis 1987 die Adresse des ersten Büros der Werbe- und Marketingagentur BBDO nach der Fusion aus Batten Company und Barton, Durstine & Osborn. Nach seiner Fertigstellung war das Gebäude bis 2008 der Hauptsitz von Bear Stearns, das infolge der  Weltfinanzkrise von 2007/08 am 30. Mai 2008 wegen drohender Insolvenz von JPMorgan Chase übernommen wurde. Seitdem befindet sich hier die Investmentbanking-Abteilung von JPMorgan. Bis zur Fertigstellung des neuen Wolkenkratzers 270 Park Avenue als Hauptsitz von JPMorgan Chase dient 383 Madison Avenue seit 2019 als vorübergehenden Hauptsitz der Bank.